# Charles H. Matchett

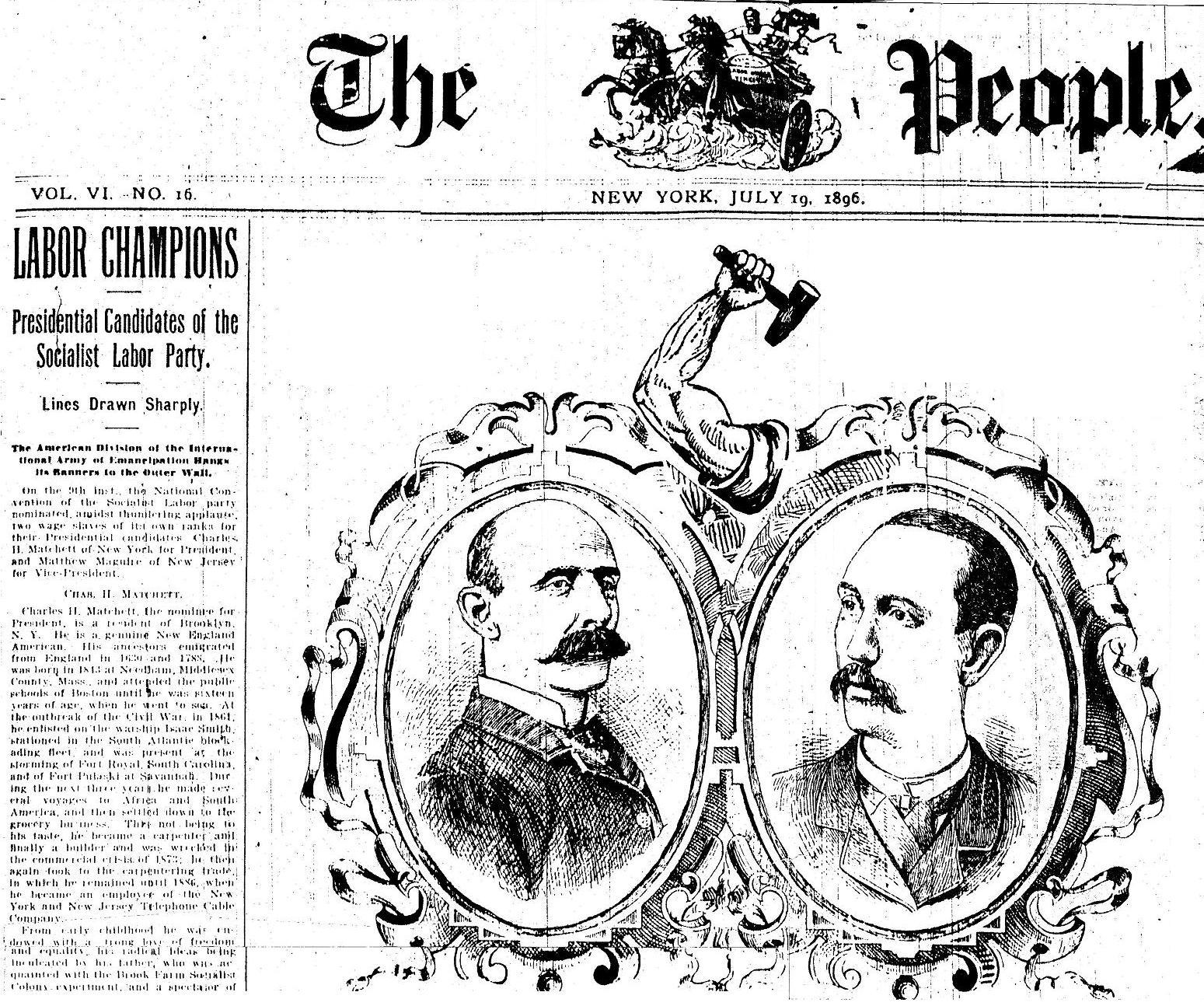
Charles H. Matchett i Matthew Maguire, The People, 19 de juliol de 1896

Charles Horaci Matchett (Massachusetts, 15 de maig de 1843 - Allston, Massachusetts, 23 d'octubre de 1919) va ser un polític socialista estatunidenc.
Charles Machett va néixer a la zona de Brighton-Allston de Massachusetts. Era descendent d'una família de Nova Anglaterra que havia arribat als Estats Units al voltant de 1630. Quan tenia 16 anys va fer un viatge per mar, circumnavegant el Cap d'Hornos a bord d'un veler. Posteriorment va treballar com a mariner, fuster i empleat d'una embotelladora de cervesa. A la dècada dels 1880 es va mudar a Brooklyn, Nova York, on va treballar com a electricista.
Va començar el seu activisme polític essent un dels fundadors del Nationalist Club de Brooklyn. També va participar activament a la campanya per elegir Henry George com a alcalde de Nova York. El 1890 va organitzar l'American Branch Nº 1 de la secció de Nova York del Partit Laborista Socialista d'Amèrica (SLP). Matchett va aconseguir portar molts dels nacionalistes de Nova York a les files d'aquest partit. El seu primer paper important a nivell nacional va tenir lloc el 1892, quan va formar part de la llista del SLP encapçalada per Simon Wing, com a candidat a la vicepresidència dels Estats Units. Era la primera vegada que el partit es presentava a unes eleccions nacionals. Wing i Machett van aparèixer a la butlleta electoral en sis estats i van rebre un total de 21.512 vots, 6.100 d'ells provinents de la ciutat de Nova York. Al programa electoral per a les eleccions de 1892, l'SLP es comprometia a abolir els càrrecs de president i vicepresident tan aviat com arribessin al poder. La majoria dels seus vots van venir de sectors bellamyites, intel·lectuals de classe mitjana i reformadors. El 1894 va ser candidat del SLP a governador de Nova York i finalment, el 1896, a President dels Estats Units. En aquesta ocasió, gairebé la meitat dels 36.359 vots rebuts per Matchett i el seu company de tàndem, Matthew Maguire de Nova Jersey, van arribar de l'estat de Nova York. Un dels punts principals del programa electoral del SLP per a les eleccions nacionals de 1896 cridava a l'assumpció per part del govern de tots els mitjans de producció i distribució del país. El 1899 Matchett va abandonar el SLP i es va unir a una organització encapçalada per Henry Slobodin i Morris Hillquit que el 1901 es va fusionar amb el Partit Social Demòcrata dels Estats Units (amb seu a Chicago) per formar el Partit Socialista d'Amèrica (SPA). Des de les files d'aquesta nova organització el 1903 seria candidat al Tribunal d'Apel·lacions de Nova York, així com a l'Assemblea de l'Estat de Nova York i al Consell de la ciutat de Nova York en diverses ocasions.
Charles Matchett també va ser un pioner de la promoció de la llengua auxiliar internacional esperanto. Així, va ser un dels primers a introduir aquesta llengua als EUA i va participar en el primer Congrés Universal d'Esperanto el 1905. Allà va ser triat com a oficial del congrés, en representació dels Estats Units. El mateix any es va fundar el club d'esperanto de Boston, el primer als EUA.